# Fraroz
Fraroz település Franciaországban, Jura megyében. Lakosainak száma 59 fő (2022. január 1.). Fraroz La Latette, Chaux-Neuve, Le Crouzet, Arsure-Arsurette, Billecul, Cerniébaud és Rix községekkel határos.

## Népesség
A település népességének változása:
| Lakosok száma | 47   | 43   | 40   | 52   | 48   | 48   | 49   | 51   | 52   | 59   |
|               | 1968 | 1982 | 1990 | 2006 | 2013 | 2015 | 2017 | 2019 | 2020 | 2022 |